# 張昭 (忠義前衞)
张昭（?—?），明朝忠義前衞的吏员。
天順初年，明英宗復辟刚几个月，想要派遣都指揮馬雲等人出使西洋，廷臣都不敢劝諫。张昭听说，上疏：「安抚国內拯救万民，是國家急務；慕外勤遠，是朝廷末策。漢光武閉關謝绝西域，唐太宗不接受康國內附，都是深知国家根本大计的做法。现在畿輔、山東年年災害歉收，小民没有饭吃四处逃竄，妻儿衣不蔽體，披薦裹蓆，出卖子女都没有人买。家室不能完整，辗轉死于溝壑，未及掩埋，都已经成为零卖的肉食，这可為痛哭之事。望陛下用和番的費用，加上府庫的財用，速遣使者赈灾，饑民就有希望可救了。」奏章下于公卿商議，说马雲等人已停止派遣，应该登記所买货物呆命。明英宗命令姑且停止。